# Gisela Stuart
Gisela Stuart, baronessa Stuart of Edgbaston (ur. 26 listopada 1955 w Velden) – brytyjska polityk niemieckiego pochodzenia, deputowana do Izby Gmin, par dożywotni.

## Życiorys
Urodziła się i wychowała w Niemczech, w Wielkiej Brytanii zamieszkała w połowie lat 70. Odbyła studia biznesowe na Manchester Polytechnic, następnie ukończyła prawo na University of London. Pracowała w branży wydawniczej, następnie jako nauczyciel akademicki, prowadząc badania na University of Birmingham.
Zaangażowała się w działalność polityczną w ramach Partii Pracy. W 1994 wystartowała bez powodzenia z jej ramienia w wyborach europejskich. W 1997 po raz pierwszy uzyskała mandat deputowanej do Izby Gmin w okręgu wyborczym Birmingham Edgbaston. Z powodzeniem ubiegała się o reelekcję w wyborach w 2001, 2005, 2010 i 2015. Od 1999 do 2001 była parlamentarnym podsekretarzem stanu w departamencie zdrowia. Reprezentowała również brytyjski parlament w Konwencie Europejskim.
Mandat posłanki wykonywała do 2017. W 2019 zadeklarowała głosowanie na Partię Konserwatywną. W 2020 otrzymała tytuł baronessy Stuart of Edgbaston i jako par dożywotni zasiadła w Izbie Lordów.